# Encephalartos mackenziei
Encephalartos mackenziei — вид голонасінних рослин класу саговникоподібні (Cycadopsida).
Етимологія: вшанування Пола Маккензі (Paul Mackenzie), власника англ. Rosslyn River Garden Centre, Найробі і колекціонера типового зразка.

## Опис
рослини зі стовбуром до 3.5 м заввишки з діаметром 35 см. Має гладкі мікроспорофіли, дуже великі мегаспорофіли й темно-червоне насіння.

## Поширення, екологія
Цей вид зустрічається на пагорбах Дідінга, Південний Судан. Зустрічається на висотах від 1800 до 2000 м над рівнем моря. Цей вид зустрічається в сезонно сухих відкритих рідколіссях на кам'янистих землях.

## Загрози та охорона
Є повідомлення про велику кількість рослин, що вилучаються з природи колекціонерами.